# 2093.
◄ | 20. stoljeće | 21. stoljeće | 22. stoljeće | ►
◄ | 2060-ih | 2070-ih | 2080-ih | 2090-ih | 2100-ih | 2110-ih | 2120-ih | ►
◄◄ | ◄ | 2090. | 2091. | 2092. | 2093. | 2094. | 2095. | 2096. | ► | ►►
Astronomija

## Događaji
- 12. siječnja – Djelomična pomrčina Mjeseca.
- 8. srpnja – Djelomična pomrčina Mjeseca.